# Gainsborough Trinity Football Club
Maillots
Le Gainsborough Trinity Football Club est un club anglais de football basé à Gainsborough. Le club évolue en Northern Premier League Premier Division (septième division).

## Histoire
- A l'issue de la saison 2017-18, il club est relégué du National League North (D6).

## Palmarès
- Midland League
  - Champions : 1891, 1928, 1949

- Midland Counties League
  - Champion : 1967

- Northern Premier League Challenge Cup
  - Vainqueur : 1982, 1997

## Anciens joueurs
- Kenny Burns
- John William Madden